# 谢尔河畔圣弗洛朗
谢尔河畔圣弗洛朗（法語：Saint-Florent-sur-Cher，法語發音：[sɛ̃ flɔʁɑ̃ syʁ ʃɛʁ]），法国中部城市，中央-卢瓦尔河谷大区谢尔省的一个市镇，隶属于布尔日区，其市镇面积为22.41平方公里，2022年1月1日时人口数量为6,416人，在法国城市中排名第1,654位。
谢尔河畔圣弗洛朗位于谢尔省中部，谢尔河畔，距离布尔日大约16公里，法国国道N151线和布尔日－米耶卡兹铁路经过此地。

## 地名来源
“圣弗洛朗”一名来源于布尔日主教弗洛朗。法国大革命期间，谢尔河畔圣弗洛朗曾被共和派更名为“谢尔河畔马拉”（Marat-sur-Cher）。

## 历史
谢尔河畔圣弗洛朗历史上长期为一处普通农业村落，中世纪初一条沿谢尔河延伸的道路由此通过。法国大革命后，谢尔河畔圣弗洛朗成为谢尔省的一个市镇，彼时，谢尔河畔圣弗洛朗仅为一个六百人口的小村落，工业革命期间，两条铁路由此通过，其中布尔日－米耶卡兹铁路的法国中部重要的交通动脉，谢尔河畔圣弗洛朗出现了一些工业部门，人口数量有所上升。二战后，随着布尔日的城市扩张，谢尔河畔圣弗洛朗成为布尔日西南部的一个远郊卫星城。

## 地理

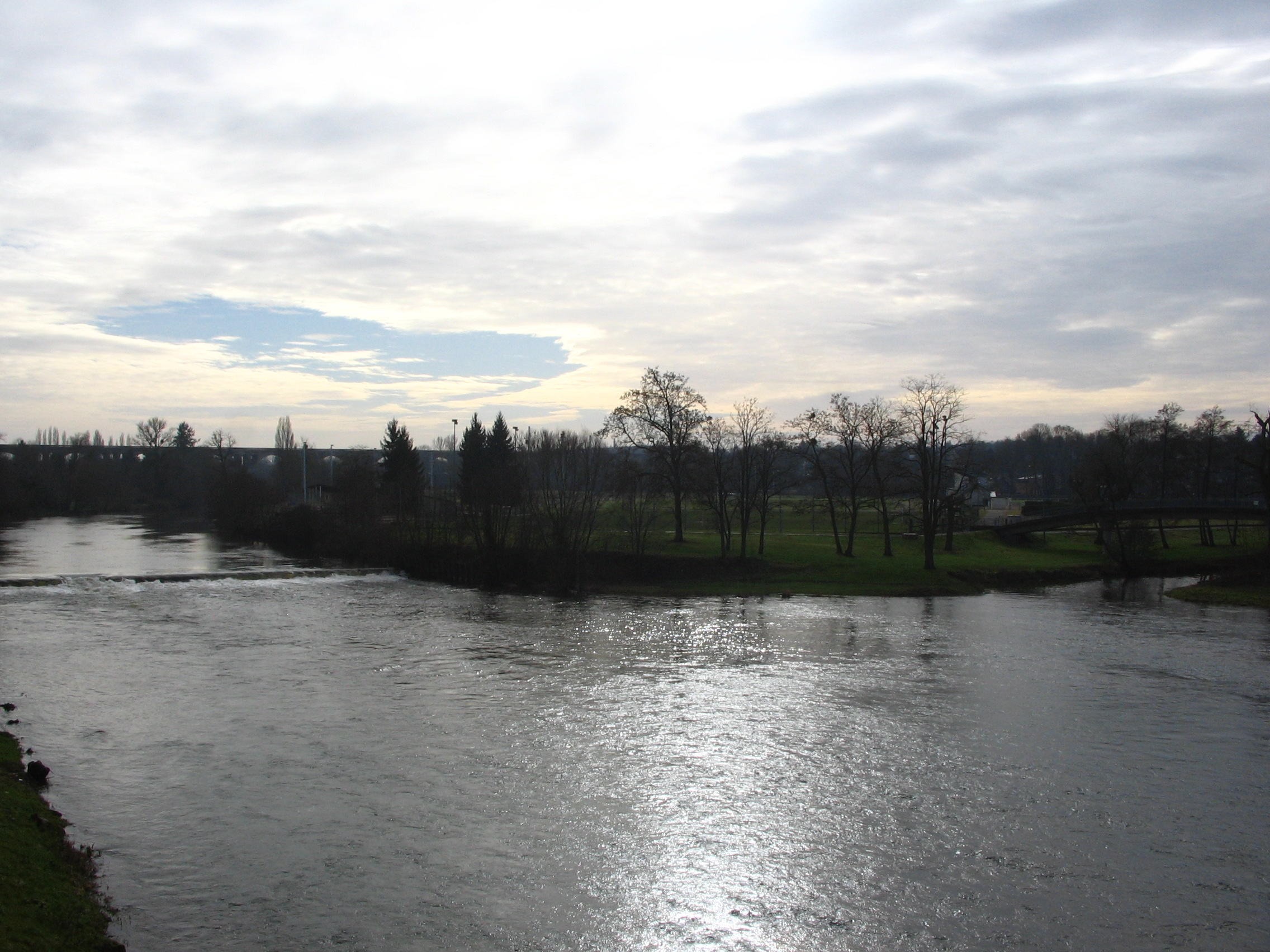
谢尔河

谢尔河畔圣弗洛朗位于法国中部，中央-卢瓦尔河谷大区东南部和谢尔省中西部，距离省会布尔日大约16公里。与谢尔河畔圣弗洛朗接壤的市镇包括：锡夫赖、吕讷里、莫尔托米耶、圣卡普赖、勒叙布德赖、谢尔河畔新城。

### 地形
谢尔河畔圣弗洛朗位于贝里平原腹地，境内地势平坦，西侧略高，全境海拔在117到164米之间。

### 水文
谢尔河干流自东南向西北流经境内，属于卢瓦尔河水系。

### 植被
谢尔河畔圣弗洛朗属于温带落叶林区，林地广泛分布于河流两岸以及市镇范围的东西两侧。
在鲜花城市的评比中，谢尔河畔圣弗洛朗被评为2星级鲜花城市。

### 气候
谢尔河畔圣弗洛朗在柯本气候分类法中属于温带海洋性气候。

## 行政区划
谢尔河畔圣弗洛朗是法国中央-卢瓦尔河谷大区谢尔省的一个市镇，编号为18207。谢尔河畔圣弗洛朗下辖布尔日区，隶属于谢尔省第二选区和沙罗县，同时也是弗洛朗地区市镇公共社区的办公驻地。
法国国家统计与经济研究所（简称）在进行数据统计时，将包括谢尔河畔圣弗洛朗在内的周边共71个市镇划为布尔日城市区。自2020年起，布尔日城市区被包含112个市镇的布尔日城市辐射区代替。此外，还将谢尔河畔圣弗洛朗市镇整体看作一个“块区”（IRIS）。

## 交通

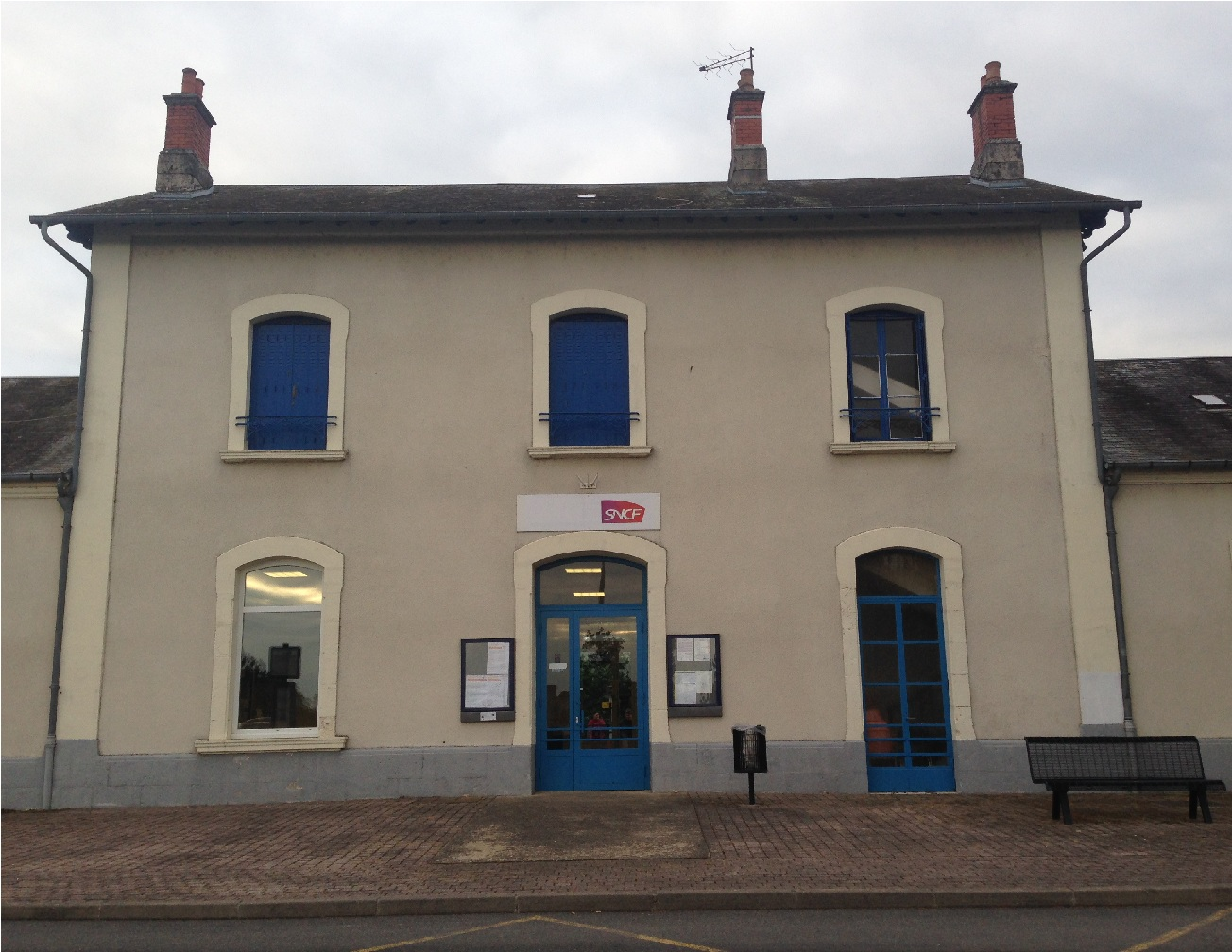
谢尔河畔圣弗洛朗火车站

### 公路
法国国道N151线和多条谢尔省省道在谢尔河畔圣弗洛朗境内交汇，中央-卢瓦尔河谷大区下属的城际客运提供巴士线路，可前往周边部分市镇。
2017年，733%的谢尔河畔圣弗洛朗家庭拥有至少一辆的私人汽车。2019年，谢尔河畔圣弗洛朗境内共发生各类交通事故3起，造成3人受伤。

### 铁路
谢尔河畔圣弗洛朗位于布尔日－米耶卡兹铁路上。谢尔河畔圣弗洛朗站位于市区东南部，停靠往返于布尔日和蒙吕松一线的区域列车。

### 航空
距离谢尔河畔圣弗洛朗最近的民用航空站为图尔机场，距离谢尔河畔圣弗洛朗市中心的公路里程约166公里。

### 城市公共交通
谢尔河畔圣弗洛朗是布尔日城市公共交通（商业名称为）的服务范围，该路网下属的公交8路连接谢尔河畔圣弗洛朗和布尔日市中心。

## 政治
谢尔河畔圣弗洛朗的现任市长为尼科勒·普罗然先生（Nicole Progin），他是一名无党派人士，在2020年的市政选举中获得了.%的支持率。
在2017年的法国总统大选中，法国第25任总统埃马纽埃尔·马克龙在谢尔河畔圣弗洛朗获得了.%的支持率。

## 人口
2018年，谢尔河畔圣弗洛朗市镇人口数量为6,457，在法国排名第1,654位。其中男性3,083人，女性3,454人，75岁及以上人口占11.5%，外籍人口数量为1,332人，人口密度为288人/平方公里，当地居民被称为（男性）或（女性）。2019年，谢尔河畔圣弗洛朗境内出生46人，死亡人口120人。
| 年份   | 1936  | 1946  | 1954  | 1962  | 1968  | 1975  | 1982  | 1990  | 1999  | 2006  | 2007  | 2008  | 2013  | 2018  |
| ------ | ----- | ----- | ----- | ----- | ----- | ----- | ----- | ----- | ----- | ----- | ----- | ----- | ----- | ----- |
| 人口數 | 4,180 | 4,357 | 4,557 | 5,453 | 6,408 | 6,535 | 7,611 | 7,358 | 6,900 | 6,756 | 6,724 | 6,692 | 6,629 | 6,457 |

## 经济
谢尔河畔圣弗洛朗是一个区域性的中心城市，当地共有各类用人单位609家，平均历史为17年，其中98.46%为中小型企业（PME）。（照明设施生产）、（大型零售）及（零售）是当地2019年营业额最高的三个企业，分别为90,775,412欧元、15,312,950欧元和12,921,009欧元。

## 财政收入
2019年，谢尔河畔圣弗洛朗的财政收入总额为8,748,210欧元，财政支出总额为8,317,460欧元，当年的债务总额为7,363,370欧元。 2020年，谢尔河畔圣弗洛朗共获得1,668,310欧元的国家财政补助，比上一年减少了0.01%。
2015年，谢尔河畔圣弗洛朗的人均月收入总额为2,193欧元，其中高级职员为3,913欧元，低于法国平均水平（4,103欧元）；中级职员为2,583欧元，高于法国平均水平（2,311欧元）；普通职员为1,830欧元，亦高于法国平均水平（1,662欧元）。
2017年，谢尔河畔圣弗洛朗境内的青壮年（15至64岁）失业率为13.3%，当地51%的家庭拥有纳税资格，平均纳税1,762欧元，低于法国平均水平（3,888欧元）。

## 社会事务

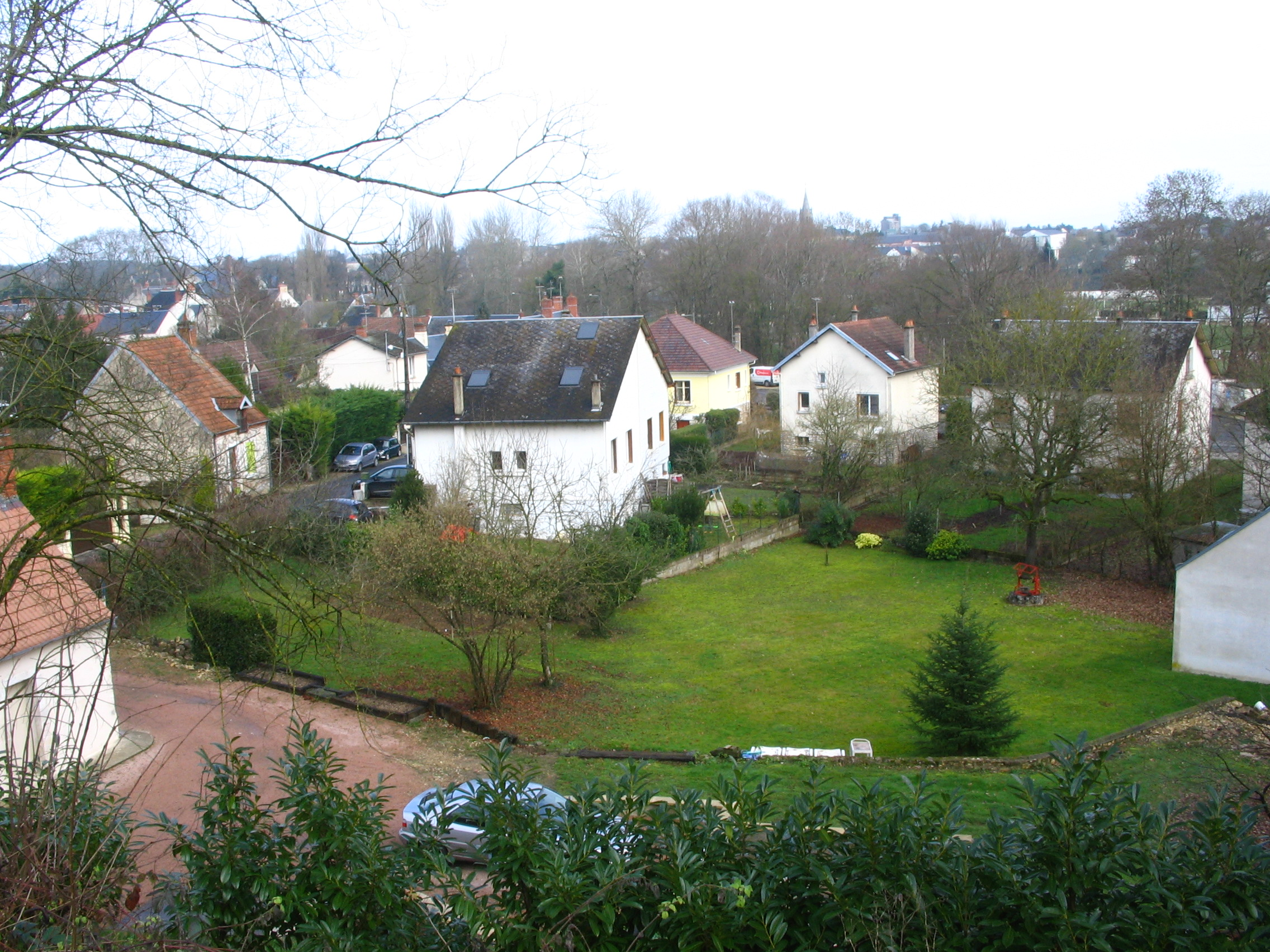
谢尔河畔圣弗洛朗的居民建筑

### 教育
谢尔河畔圣弗洛朗属于奥尔良-图尔学区。截止2019年1月1日，谢尔河畔圣弗洛朗境内共有3所幼儿园、1所小学和1所初级中学。2018至2019学年度，谢尔河畔圣弗洛朗境内共有在校中等教育阶段学生635名。

### 医疗
截止2019年1月1日，谢尔河畔圣弗洛朗境内共有全科医生4名、保健师2名、牙医7名和护士16名。境内共有药房3家、养老院1家、残疾人帮扶中心2家。
谢尔河畔圣弗洛朗是“布尔日中心医院”（Centre Hospitalier de Bourges）的服务范围，后者是法国的一个区域性医疗机构，其主病区位于布尔日市区，设有床位916个，是当地规模最大的公立综合性医院。

### 住房
2017年，谢尔河畔圣弗洛朗境内共有各类住房3,612套，其中77%为独立式居民区，22.4%为集中式居民区。常住房屋占谢尔河畔圣弗洛朗市镇范围内居民建筑总量的87%。
在住房保障政策方面，2017年，谢尔河畔圣弗洛朗境内共有573户家庭获得了住房经济补助，受益人数占总人口数量的8.8%，其中514份为房租补助。

### 商业
2019年，谢尔河畔圣弗洛朗境内共有各类实体商铺120家，其中餐厅13家、大型超市4家、面包房6家、肉铺3家、银行门店7家、美容美发店11家、汽车维修店13家。市区北部建有大型开放式商业街区。

### 体育
2019年，谢尔河畔圣弗洛朗境内共有1家游泳池、2间体育馆、3处网球场、1处马术场、2处足球或橄榄球场以及1处篮球或排球场。
谢尔河畔圣弗洛朗体育俱乐部（U.S. Saint-Florent-sur-Cher）是当地的一支足球队，2020至2021赛季参加谢尔省足球联赛。

### 环境
谢尔河畔圣弗洛朗的环境事务由其所属的公共社区负责。2019年，谢尔河畔圣弗洛朗境内共有4家污染企业。

### 治安
2019年，谢尔河畔圣弗洛朗市镇范围内共有0处派出所和1处宪兵队。
2014年，谢尔河畔圣弗洛朗及附近地区共发生各类案件1,606起，其中盗窃类案件1,020起，经济类案件170起，毒品交易类案件54起。

## 文化

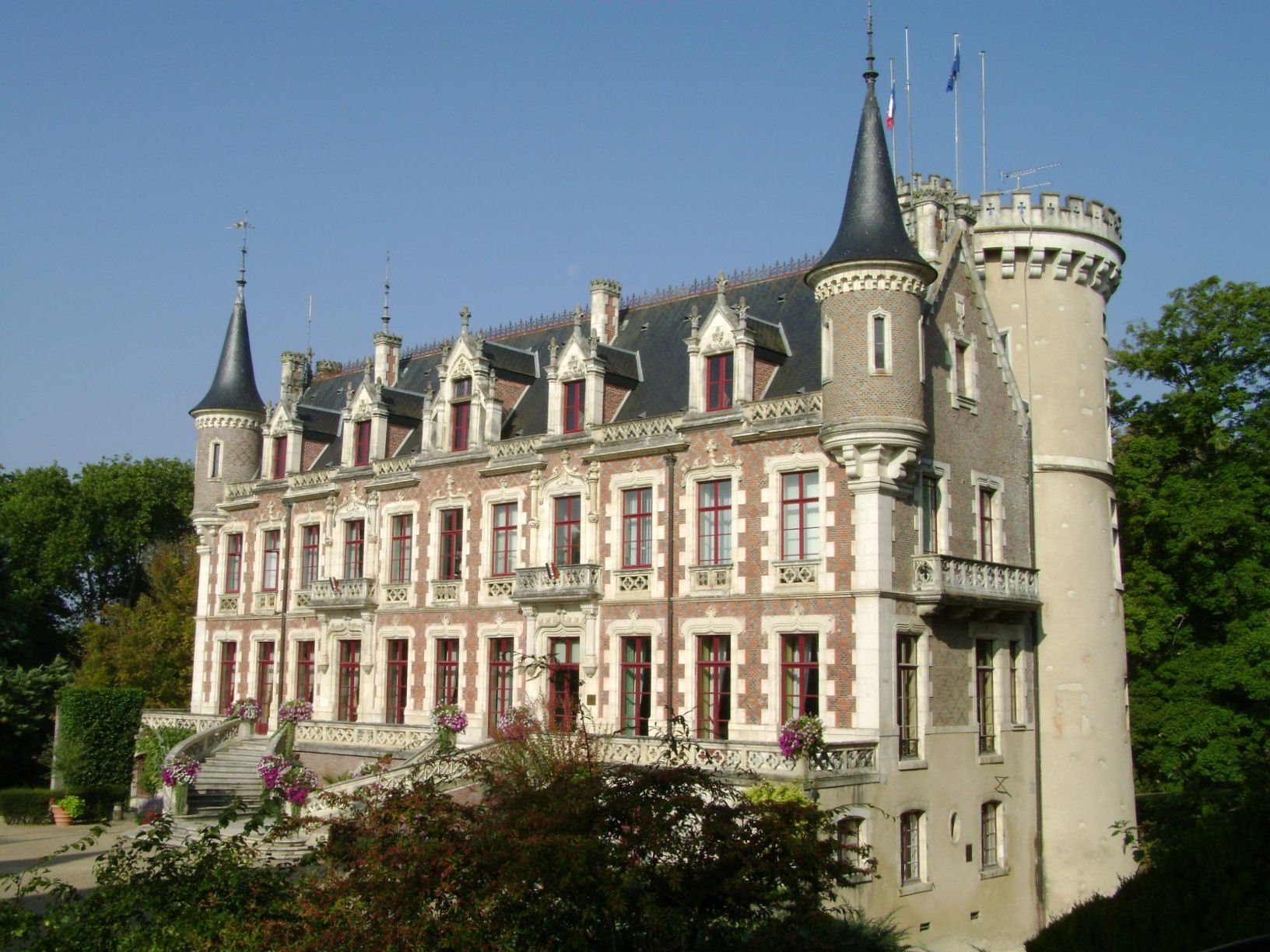
谢尔河畔圣弗洛朗城堡

2019年，谢尔河畔圣弗洛朗境内有1家电影院。谢尔河畔圣弗洛朗市政府提供多媒体中心，向公众全年开放。

### 建筑
谢尔河畔圣弗洛朗境内有多处法国国家文物保护单位，其中谢尔河畔圣弗洛朗城堡是当地的代表性建筑物。

### 旅游
谢尔河畔圣弗洛朗的旅游事务由其所属的公共社区负责。2020年，谢尔河畔圣弗洛朗境内暂无任何游客接待设施。

### 媒体
法国主要的媒体均可在谢尔河畔圣弗洛朗接收，法国电视三台下属的中央-卢瓦尔河谷大区频道在部分时段播出谢尔河畔圣弗洛朗所属区域的地方新闻。

## 相关人物
法国女文学家罗萨·巴伊出生于谢尔河畔圣弗洛朗。

## 友好城市
截至2021年3月，谢尔河畔圣弗洛朗共与一座城市互为友好城市关系：
- 德国 新安斯帕赫